# Lijst van voetbalinterlands Brunei - Cambodja
Deze lijst van voetbalinterlands is een overzicht van alle officiële voetbalwedstrijden tussen de nationale teams van Brunei en Cambodja. De landen speelden tot op heden negen keer tegen elkaar, te beginnen met een wedstrijd tijdens de Zuidoost-Aziatische Spelen 1997, gespeeld op 6 oktober 1997 in Jakarta (Indonesië). De laatste ontmoeting, een groepswedstrijd tijdens de Zuidoost-Azië Cup 2022, vond plaats op 29 december 2022 in Phnom Penh.

## Wedstrijden
| № | Plaats              | Datum            | Competitie                          | Wedstrijd         | Uitslag |
| - | ------------------- | ---------------- | ----------------------------------- | ----------------- | ------- |
| 1 | Jakarta             | 6 oktober 1997   | Zuidoost-Aziatische Spelen 1997     | Brunei − Cambodja | 0 − 4   |
| 2 | Bandar Seri Begawan | 2 augustus 1999  | Zuidoost-Aziatische Spelen 1999     | Brunei − Cambodja | 3 − 3   |
| 3 | Bacolod             | 16 november 2006 | Zuidoost-Azië Cup 2007 kwalificatie | Brunei − Cambodja | 1 − 1   |
| 4 | Phnom Penh          | 25 oktober 2008  | Zuidoost-Azië Cup 2008 kwalificatie | Cambodja − Brunei | 2 − 1   |
| 5 | Yangon              | 9 oktober 2012   | Zuidoost-Azië Cup 2012 kwalificatie | Cambodja − Brunei | 2 − 3   |
| 6 | Vientiane           | 20 oktober 2014  | Zuidoost-Azië Cup 2014 kwalificatie | Cambodja − Brunei | 1 − 0   |
| 7 | Phnom Penh          | 3 november 2015  | Vriendschappelijk                   | Cambodja − Brunei | 6 − 1   |
| 8 | Phnom Penh          | 18 oktober 2016  | Zuidoost-Azië Cup 2016 kwalificatie | Cambodja − Brunei | 3 − 0   |
| 9 | Phnom Penh          | 29 december 2022 | Zuidoost-Azië Cup 2022              | Cambodja − Brunei | 5 − 1   |

## Samenvatting
| Competitie                     | Totaal gespeeld | Winst Brunei | Gelijk | Winst Cambodja | Doelsaldo Brunei – Cambodja |
| ------------------------------ | --------------- | ------------ | ------ | -------------- | --------------------------- |
| Zuidoost-Azië Cup              | 1               | 0            | 0      | 1              | 1 − 5                       |
| Zuidoost-Azië Cup-kwalificatie | 5               | 1            | 1      | 3              | 5 − 9                       |
| Zuidoost Aziatische Spelen     | 2               | 0            | 1      | 1              | 3 − 7                       |
| Vriendschappelijk              | 1               | 0            | 0      | 1              | 1 − 6                       |
| Totaal                         | 9               | 1            | 2      | 6              | 10 − 27                     |

Wedstrijden bepaald door strafschoppen worden, in lijn met de FIFA, als een gelijkspel gerekend.
NFABD
Bermuda ·
Bhutan ·
Cambodja ·
China ·
Filipijnen ·
Hongkong ·
India ·
Indonesië ·
Japan ·
Jemen ·
Laos ·
Macau ·
Malediven ·
Maleisië ·
Mongolië ·
Myanmar ·
Nepal ·
Oost-Timor ·
Pakistan ·
Rusland ·
Singapore ·
Sri Lanka ·
Tadzjikistan ·
Taiwan ·
Thailand ·
Vanuatu ·
Verenigde Arabische Emiraten ·
Zuid-Korea
FFC · Cambodjaans vrouwenelftal
Afghanistan ·
Australië ·
Bahrein ·
Bangladesh ·
Bhutan ·
Brunei ·
China ·
Equatoriaal-Guinea ·
Filipijnen ·
Guam ·
Guinee ·
Guyana ·
Hongkong ·
India ·
Indonesië ·
Irak ·
Iran ·
Japan ·
Jemen ·
Jordanië ·
Kirgizië ·
Koeweit ·
Laos ·
Libanon ·
Macau ·
Malediven ·
Maleisië ·
Mongolië ·
Myanmar ·
Nepal ·
Noord-Korea ·
Oezbekistan ·
Oost-Timor ·
Pakistan ·
Palestina ·
Qatar ·
Saoedi-Arabië ·
Singapore ·
Sri Lanka ·
Syrië ·
Tadzjikistan ·
Taiwan ·
Thailand ·
Turkmenistan ·
Vietnam ·
Zuid-Korea ·
Zuid-Vietnam